# 俞振强
俞振强（1483年—？年），字德强，又字寵之，浙江绍兴府新昌縣人，明朝政治人物。

## 生平
治《書經》，行九，由國子生中式正德八年（1513年）癸酉科浙江鄉試第三名舉人，年四十一歲中式嘉靖二年（1523年）癸未科會試第三百三十八名，第三甲第八名進士。授臨江府推官，历官工部主事，督理工役，嘉靖十四年（1535年）三月以尚书汪鋐等言其行事乖张，降大理寺右寺副，仍管工役。六月以怨望狂扰，降二级调边方用，遂谪为云南蒙化卫经历。

## 家族
曾祖俞尚纯，监生。祖父俞用信，寿官。父俞廷佐，壽官，號卧白山人。母章氏；继母鄭氏。具庆下。弟振洪、振懷、振臺、振豪。